# رويستون إيفانز
رويستون إيفانز (بالإنجليزية: Royston Evans)‏ هو لاعب كرة قدم بريطاني في مركز نصف الجناح، ولد في 9 فبراير 1939 في Lampeter ‏ في المملكة المتحدة. لعب مع نادي تشستر سيتي ونادي ريكسهام ونادي هاليفاكس تاون ونادي ويتون ألبيون.